# Kulowo (województwo pomorskie)
Kulowo – osada w Polsce położona w województwie pomorskim, w powiecie tczewskim, w gminie Pelplin. Wieś wchodzi w skład sołectwa Rajkowy.
W latach 1975–1998 miejscowość administracyjnie należała do województwa gdańskiego.